# سيمون نوانكو
سيمون نوانكو (بالإنجليزية: Simeon Tochukwu Nwankwo)‏ (7 مايو 1992 لاغوس نيجيريا - ) هو لاعب كرة قدم نيجيري، يلعب كلاعب وسط، شارك في كأس العالم 2018.

## روابط خارجية
- سيمون نوانكو على موقع الاتحاد الدولي (مؤرشف)  (الإنجليزية)
- سيمون نوانكو على موقع قاعدة بيانات كرة القدم.إي يو (الإنجليزية)
- سيمون نوانكو على موقع ناشيونال فوتبول تيمز (الإنجليزية)
- سيمون نوانكو على موقع Soccerway.com (الإنجليزية)
- سيمون نوانكو على موقع عالم كرة القدم.نت (الإنجليزية)
- سيمون نوانكو على موقع AS.com (الإسبانية)